# Eccellenza Calabria 1991-1992
Il campionato italiano di calcio di Eccellenza regionale 1991-1992 è stato il primo organizzato in Italia. Rappresenta il sesto livello del calcio italiano.
Questo è il campionato della Calabria, gestito dal Comitato Regionale Calabria; è costituito da un girone all'italiana, che ospita 16 squadre.

## Squadre partecipanti
- A.C. Amantea, Amantea (CS)
- U.S. Ardore, Ardore (RC)
- U.S. Catanzaro Lido, Catanzaro
- A.S. Cirò Marina, Cirò Marina (KR)
- Gioiese, Gioia Tauro (RC)
- U.S. Gioiosa Jonica, Gioiosa Jonica (RC)
- La Sportiva Cariatese, Cariati (CS)
- A.C. Locri 1909, Locri (RC)
- Morrone, Cosenza

- A.C. Nuova Melito, Melito di Porto Salvo (RC)
- U.S. Palmese 1912, Palmi (RC)
- S.C. Sambiase, Lamezia Terme (CZ)
- A.S.D. Siderno, Siderno (RC)
- S.S. Silana, San Giovanni in Fiore (CS)
- S.S. Trebisacce, Trebisacce (CS)
- A.S.C. Tropea, Tropea (VV)

## Classifica finale
|  | Pos. | Squadra               | Pt | G  | V  | N  | P  | GF | GS | DR  |
|  | ---- | --------------------- | -- | -- | -- | -- | -- | -- | -- | --- |
|  | 1.   | La Sportiva Cariatese | 44 | 30 | 18 | 8  | 4  | 56 | 17 | +39 |
|  | 2.   | Sambiase              | 40 | 30 | 16 | 8  | 6  | 47 | 32 | +15 |
|  | 3.   | Silana                | 37 | 30 | 14 | 9  | 7  | 46 | 26 | +20 |
|  | 4.   | Ardore                | 37 | 30 | 12 | 13 | 5  | 30 | 20 | +10 |
|  | 5.   | Palmese               | 33 | 30 | 9  | 15 | 6  | 27 | 22 | +5  |
|  | 6.   | Amantea               | 30 | 30 | 8  | 14 | 8  | 32 | 32 | 0   |
|  | 7.   | Catanzaro Lido        | 30 | 30 | 10 | 10 | 10 | 25 | 33 | -8  |
|  | 8.   | Siderno               | 29 | 30 | 10 | 9  | 11 | 31 | 32 | -1  |
|  | 9.   | Locri                 | 28 | 30 | 6  | 16 | 8  | 32 | 35 | -3  |
|  | 10.  | Gioiese               | 28 | 30 | 7  | 14 | 9  | 25 | 30 | -5  |
|  | 11.  | Morrone Cosenza       | 27 | 30 | 7  | 13 | 10 | 33 | 36 | -3  |
|  | 12.  | Tropea                | 27 | 30 | 9  | 9  | 12 | 32 | 37 | -5  |
|  | 13.  | Nuova Melito          | 26 | 30 | 8  | 10 | 12 | 34 | 48 | -14 |
|  | 14.  | Cirò Marina           | 25 | 30 | 7  | 11 | 12 | 20 | 25 | -5  |
|  | 15.  | Trebisacce            | 25 | 30 | 7  | 11 | 12 | 24 | 40 | -16 |
|  | 16.  | Gioiosa Jonica        | 14 | 30 | 2  | 10 | 18 | 13 | 42 | -29 |